# Can Sala (Sant Vicenç de Montalt)
Can Sala és una casa de Sant Vicenç de Montalt (Maresme) inclosa a l'Inventari del Patrimoni Arquitectònic de Catalunya.

## Descripció
Casa de carrer amb planta baixa i pis amb finestretes. La porta d'entrada està adovellada. La coberta és a dues aigües teulades.